# Tawera spissa
Tawera spissa är en musselart som först beskrevs av Gérard Paul Deshayes 1835.  Tawera spissa ingår i släktet Tawera och familjen venusmusslor. Inga underarter finns listade i Catalogue of Life.